# Juan de Chávarri y Larraín

Juan de Ehávarri fue Merino Perpetuo de Estella, una de las cinco merindades Históricas en las que se dividía el Reino de Navarra.

Juan de Echávarri y Larraín (también Chávarri, Echaverri, Echeverri, Echeverría o Echarri) (Estella, Navarra,? — Ídem, 16 de junio de 1624), primer barón de Purroy, Señor de Purroy en Aragón, Merino Perpetuo de Estella, y Contador del Consejo de la Cruzada.

## «Palacio del Gobernador» de Estella
Se le recuerda por haber construido, entre 1608 y 1613, el «Palacio del Gobernador» de Estella. La obra fue ejecutada por Juan de Yerategui (o Ierategui) y por Martín de Sarrote (o Cerrote). Se utilizó piedra procedente del derruido castillo de Estella, y de la localidad vecina de Azcona.
El edificio tiene un importante valor histórico y artístico: es la manifestación del  desarrollo que alcanzó Estella en los siglos XVI y XVII, desarrollo comparable al de Pamplona o Tudela en su tiempo. Perteneció a la familia del barón hasta 1880, fecha en que lo vendió a otros particulares; a partir del 2000, es propiedad del Ayuntamiento. El edificio fue la residencia del gobernador militar durante el gobierno carlista (1872-1875).
En la actualidad, el edificio está declarado como Bien de Interés Cultural por el Gobierno Foral, y es la sede del «Museo del Carlismo», desde 2010.

## Biografía
Juan de Echávarri y Larraín procedía de una familia de burgueses estelleses (los Echávarri o Chávarri), al servicio de la casa real navarra, de significancia en el siglo XIV hasta la conquista Navarra por parte de Fernando de Aragón, en 1512, momento en que la trayectoria de la familia declinó, aparentemente.
Uno de los miembros más destacados de esta familia fue el obispo Nicolás de Echávarri (†1468), bisabuelo de Juan de Echávarri. Antes de ser obispo de Pamplona, Nicolás había estado casado con Juana Martínez de Sangüesa, de cuyo matrimonio nació Pedro de Echávarri; éste casó con Catalina Dorantes y tuvieron tres hijos: Jaime, Pedro y Juan. El primogénito, Jaime de Echávarri Dorantes, casó con Elena de Larraín, de cuyo matrimonio nació el bibliografiado, Juan de Echávarri y Larraín.
En 1571 fue nombrado Teniente merino de la Merindad de Estella; en 1594, Justicia de la ciudad de Estella tras la muerte de Juan de Aras; en 1595, contador de la Cruzada; en 1592, certificado de hidalguía familiar, siendo denominado“justicia de la Ciudad de Estella, del Consejo de su Ma- jestad y su contador de la Santa Cruzada”.
Casó en tres ocasiones. La primera de ellas el 17 de mayo de 1592, con María de Racax, heredera de los Señores de Racax (Valle de Salazar, Pirineo navarro), Juan de Racax y María de Subiza y Solchaga. De este matrimonio nacieron tres hijos, Francisco, José y Victoria. El primogénito, Francisco de Echávarri y Racax, sería el segundo barón de Purroy.
En 1604 fue nombrado Merino de la ciudad y de la Merindad de Estella a perpetuidad. En 1608 contrajo segundas nupcias con Felipa Enríquez de Cisneros Albornoz, hija de Manuel Enríquez de Cisneros y de Antonia de Albornoz, Señores de Mazuelas (Saldaña de Burgos). De dicho matrimonio nacieron dos hijos: Juana y Felipa.
El 13 de enero de 1609 el rey Felipe III le concedió el título nobiliario de barón de Purroy, denominación que se debe al lugar que había adquirido el 19 de julio de 1608 a Francisco de Sandoval y Rojas, duque de Lerma.
Su segunda esposa falleció el 7 de enero de 1624. Dos meses después, el 10 de marzo de 1624, contrajo terceras nupcias con  Isabel Sanz Normant de Baquedano, de cuyo matrimonio no hubo descendencia. Este tercer matrimonio duraría poco, pues Juan de Echávarri falleció el 16 de junio de ese mismo año, en Estella, superando los 70 años de edad. Fue enterrado en el convento de San Agustín de Estella.